# Martin te Laak
Martin te Laak (* im 20. Jahrhundert) ist ein Kirchenmusiker und Chorleiter.
Martin te Laak studierte an der Robert Schumann Hochschule Düsseldorf Kirchenmusik und an der Hochschule für Musik und Tanz Köln Chorleitung. Er erhielt ein Förderstipendium des Deutschen Musikrates und besuchte diverse Meisterkurse unter anderem bei Eric Ericson in Stockholm. Sein Studium schloss te Laak mit dem A-Examen zum Kirchenmusiker ab.
Während seines Studiums gründete Martin te Laak 1985 die Overbacher Singschule in Jülich, mit deren Chören er beim Deutschen Chorwettbewerb und den Landeschorwettbewerben Jugend singt mehrfach als Preisträger ausgezeichnet wurde. Er leitete die Chöre bis 2012. 2012 wechselte er zur neu gegründeten Jülicher Vocalwerkstatt, für die er als künstlerischer Leiter bis 2015 tätig war. Von 2012 bis 2015 war er auch an der Sekundarschule Jülich als Musiklehrer tätig.
Seit 1996 ist Martin te Laak Chorleiter des Aachener Kammerchores. Zudem ist te Laak Landeschorleiter der Sängerjugend im Chorverband Nordrhein-Westfalen, Chorleiter im Leverkusener Kinder- und Jugendchor, außerdem ist er für die Landesmusikakademie NRW in der Chorleiterausbildung tätig. 